# Роуз, Мори
Мо́ри Ро́уз (англ. Mauri Rose, 26 мая 1906, Колумбус, Джорджия — 1 января 1981, Ройал-Ок, Мичиган) — американский автогонщик, участник чемпионата Формулы-1, участвовавший только в Инди-500. Он побеждал в этой гонке трижды: 1941 году (совместно с Флойдом Дэвисом), а также подряд в 1947 и 1948 году. Всего он участвовал в этой гонке 15 раз, в том числе два раза, когда эта гонка входила в зачет чемпионата мира Формулы-1. В 1950 он финишировал третьим, в 1951 не финишировал, но был классифицирован 14-м. Таким образом, на его счету 4 очка и один подиум.

## Результаты в Формуле-1
| Легенда к таблице |                                                                    |
| --- | ------------------------------------------------------------------ |
| В таблице перечислены результаты всех Гран-при Формулы-1, в которых принимал участие гонщик. Строками таблицы являются сезоны, столбцами — этапы чемпионата мира. В каждой клетке указаны сокращённое название этапа и результат, дополнительно обозначенный цветом. Расшифровка обозначений и цветов представлена в нижеследующей таблице. |                                                                    |
| \| Пример \| Описание \| \| ------------ \| ------------------------------------------------------------------ \| \| 1 \| Победитель \| \| 2 \| Второе место \| \| 3 \| Третье место \| \| 5 \| Финишировал, заработав очки \| \| Сход \| Не финишировал, но при этом заработал очки \| \| 12 \| Финишировал, не получив очков \| \| НКЛ \| Финишировал, но не попал в финальную классификацию \| \| 15 \| Участвовал вне зачёта, либо по отдельной классификации \| \| 18 \| Не финишировал, но попал в финальную классификацию \| \| Сход \| Не финишировал \| \| НКВ \| Не прошёл квалификацию \| \| НПКВ \| Не прошёл предквалификацию \| \| ДСК \| Дисквалифицирован \| \| ИСК \| Исключён из протокола соревнований \| \| ТТ \| Заявлен для участия только в тренировках \| \| НС \| Участвовал в квалификации, но не стартовал в гонке \| \| Т \| Травмирован или болен \| \| ОТК \| Отказ от участия \| \| НТР \| Прибыл на соревнования, но на трассу не выезжал \| \| НПР \| Был заявлен в числе участников, но не прибыл к началу соревнований \| \| О \| Соревнования отменены \| \| \| Не участвовал \| \| Поул-позиция \| \| \| Быстрый круг \| \| |                                                                    |
| Пример | Описание                                                           |
| 1 | Победитель                                                         |
| 2 | Второе место                                                       |
| 3 | Третье место                                                       |
| 5 | Финишировал, заработав очки                                        |
| Сход | Не финишировал, но при этом заработал очки                         |
| 12 | Финишировал, не получив очков                                      |
| НКЛ | Финишировал, но не попал в финальную классификацию                 |
| 15 | Участвовал вне зачёта, либо по отдельной классификации             |
| 18 | Не финишировал, но попал в финальную классификацию                 |
| Сход | Не финишировал                                                     |
| НКВ | Не прошёл квалификацию                                             |
| НПКВ | Не прошёл предквалификацию                                         |
| ДСК | Дисквалифицирован                                                  |
| ИСК | Исключён из протокола соревнований                                 |
| ТТ | Заявлен для участия только в тренировках                           |
| НС | Участвовал в квалификации, но не стартовал в гонке                 |
| Т | Травмирован или болен                                              |
| ОТК | Отказ от участия                                                   |
| НТР | Прибыл на соревнования, но на трассу не выезжал                    |
| НПР | Был заявлен в числе участников, но не прибыл к началу соревнований |
| О | Соревнования отменены                                              |
| | Не участвовал                                                      |
| Поул-позиция |                                                                    |
| Быстрый круг |                                                                    |

| Сезон | Команда           | Шасси    | Двигатель          | Ш | 1   | 2      | 3     | 4   | 5   | 6   | 7   | 8   | Место | Очки |
| ----- | ----------------- | -------- | ------------------ | - | --- | ------ | ----- | --- | --- | --- | --- | --- | ----- | ---- |
| 1950  | Keck/ Offenhauser | Deidt FD | Offenhauser 4,5 L4 | F | ВЕЛ | МОН    | 500 3 | ШВА | БЕЛ | ФРА | ИТА |     | 9     | 4    |
| 1951  | Pennzoil          | Deidt FD | Offenhauser 4,5 L4 | F | ШВА | 500 14 | БЕЛ   | ФРА | ВЕЛ | ГЕР | ИТА | ИСП | —     | 0    |